# SIRIO
SIRIO (acronyme de Satellite Italiano per la Ricerca Industriale Operativa) est une petite série de satellites de télécommunications expérimentaux  italiens développés dans les années 1970. Ces satellites ont permis à l'Italie d'acquérir la maitrise de cette spécialité spatiale mais ont absorbé l'essentiel du budget du pays durant près d'une décennie.

## Historique

### Contexte
Le programme San Marco est le premier programme spatial d'envergure développé par l'Italie dans les années 1960. C'est un succès mais ses objectifs scientifiques (l'étude de la haute atmosphère) sont considérés comme dépassés avant même son achèvement ; les autres puissances spatiales se tournent désormais vers l'astronomie spatiale des rayons X et gamma. On assiste par ailleurs au milieu des années 1960 à un décollage des applications spatiales dans le domaine des télécommunications. Pour contrer le contrôle que les États-Unis tentent d'exercer dans le domaine à travers Intelsat, les pays européens lancent deux projets de satellites de télécommunications expérimentaux. Il s'agit d'une part du satellite OTS de  l'ESRO, l'ancêtre de l'Agence spatiale européenne, que doit placer en orbite le nouveau lanceur européen Europa. Des désaccords sur le stratégie spatiale européenne conduisent à la création en parallèle du programme franco-allemand Symphonie résultant de la fusion des projets français Saros et allemand Olympia. À la suite de l'abandon du premier projet de satellite  l'Italie ne parvenant pas à trouver un accord avec les pays protagonistes décide en 1968 de développer son propre satellite de télécommunications  SIRIO (Satellite Italiano per la Ricerca Industriale Operativa).

### Développement
La gestation du projet SIRIO est difficile (près de 10 ans). L'Italie traverse à cette époque une crise économique aggravée par le choc pétrolier de 1973 et une grande instabilité politique et sociale (Autunno caldo). L'industrie spatiale italienne est en grande partie nationalisée (Montedison, Selenia, Snia Viscosa, CGE–Fiar) et peu efficace. La politique de la recherche scientifique est mal soutenue au sein du gouvernement et les relations entre industrie et recherche ne sont pas structurées. Entre 1969 et 1973 le CNR (Conseil National de la Recherche) crée de nouvelles organisations responsables du spatial qui remplacent temporairement l'IRS et le CRS ce qui contribue encore à ralentir le programme. Fin 1971 le Servizio Attività Spaziali (SAS) est finalement créé pour permettre au CNR de piloter le projet. Les premiers fonds sont débloqués en 1971 et les contrats passés avec l'industrie en 1974. Le cout cumulé du budget du projet atteint finalement 90 milliards de lires. Durant le développement du projet SIRIO qui absorbe l'essentiel du budget spatial italien.  

### Lancement et vie opérationnelle
Le satellite SIRIO est lancé depuis Cape Canaveral le 25 aout 1977 par une fusée Delta et placé sur son orbite géostationnaire. Le satellite est positionné initialement sur la longitude 15° Ouest ; il sera par la suite déplacé à plusieurs reprises. Le satellite est utilisé pour tester les transmissions spatiales appliquées au téléphone et aux émissions de télévision. Le satellite restera opérationnel jusqu'au début des années 1990. Grâce aux investissements réalisés dans SIRIO, l'Italie acquiert un savoir faire qu'elle utilisera pour développer l'antenne du satellite européen  OTS et la réalisation de stations terrestres.
Un deuxième exemplaire baptisé SIRIO2 2 emportant deux équipements supplémentaires est développé et lancé le 10 septembre 1982 par une fusée Ariane 1 depuis la base de Kourou. Le lanceur, dont c'est le premier vol commercial et qui  emporte également le satellite MARECS B, est victime d'une défaillance d'une turbopompe du troisième étage  et le satellite est perdu.

## Caractéristiques techniques
SIRIO est un satellite de télécommunications placé en orbite géostationnaire qui est spinné (en rotation autour de son axe). De forme cylindrique il mesure 2,4 mètres de haut pour 1,44 mètre de diamètre. La vitesse de rotation est de 90 tours par minute. L'orbite, l'orientation et la vitesse de rotation sont corrigés à l'aide de quatre petits moteurs brulant de l'hydrazine. La masse est de 398 kg et de 218 kg après que le moteur d'apogée est fonctionné pour la mise en place en orbite. Les antennes sont installées sur une plateforme contre-rotative situées  à une des extrémités du cylindre.
SIRIO embarque une charge utile principale consacrée aux télécommunications mais également deux expériences scientifiques destinées à mesurer le plasma et les champs électrique et magnétique ainsi que les flux de rayons cosmiques à faible énergie. SIRIO 2 utilise la même plateforme que SIRIO et embarque deux missions MDD (Meteorologic Data Distribution) et LASSO (Laser Synchronisation from Stationnary Orbit). MDD utilise un transpondeur multicanal pour relayer sur la zone Europe-Afrique les données météorologiques. LASSO utilise des rétroréflecteurs laser et des détecteurs de signaux laser, afin d'améliorer la synchronisation d'horloges atomiques situées sur des continents différents.

## Voir  aussi